# Przerost migdałka gardłowego
Przerost migdałka gardłowego  jest to patologiczne powiększenie się migdałka gardłowego występujące zwykle w wieku przedszkolnym i wczesnoszkolnym.
Jest to najczęściej spotykana choroba w otolaryngologii dziecięcej.

## Przyczyny
- predyspozycje osobnicze współistniejące z nawrotowymi infekcjami górnych dróg oddechowych

## Objawy
- upośledzenie lub całkowita niedrożność nosa
- oddychanie przez otwarte usta
- chrapanie podczas snu – może być przyczyną bezdechów i niedotlenienia
- twarz adenoidalna
- mowa nosowa
- przewlekły katar (zaleganie wydzieliny w słabo wentylowanych nozdrzach)
- niedosłuch (przedostanie się wydzieliny od trąbki słuchowej)
- zaburzenia zachowania (nadpobudliwość, agresywność)
- zaburzenia wzrostu, niedowaga, moczenie nocne – rzadko

## Ocena wielkości migdałka
Określenie stosunku powiększonego migdałka do nozdrzy tylnych
- mały – 1/3
- średni – 1/2
- duży – 2/3

## Diagnostyka różnicowa
- polip choanalny
- włókniak młodzieńczy
- inne guzy nosogardła

## Diagnostyka
- rynoskopia tylna
- badanie palpacyjne nosogardła
- endoskopia, fiberoskopia nosa
- zdjęcie boczne nosogardła

## Leczenie
- Adenotomia